# Альфа-Груп
Альфа-Груп (англ. Alfa Group Consortium) — російський фінансово-інвестиційний консорціум. Заснований в 1989 році. Сфери діяльності: фінансові послуги (Альфа-Банк), лізинг (Альфа-Лізинг), страхування («Альфа Страхування»), інвестиції («А1», «Альфа-Капітал»), телекомунікації («Білайн», Turkcell), роздрібна торгівля (X5 Retail Group: «Перехрестя», «Пятірочка», «Карусель»), розваги («Кронверк Сінема», «Формула Кіно»), водопостачання та водовідведення («Росводоканал»), виробництво мінеральної води («Боржомі», «Моршинська», «Святе Джерело») та інше. Загалом у компаніях консорціуму працюють понад 370 тисяч осіб (на 31 грудня 2019 року).

## Власники
Материнською структурою консорціуму є Гібралтарська CTF Holdings Ltd, яка через ланцюжок офшорів контролює активи «Альфа-Груп». При цьому понад 40 % CTF Holdings належить Михайлу Фрідману, також великі пакети акцій належать виконавчому директору ТНК-ВР Германові Хану і голові ради директорів «А1 Груп» Олексію Кузьмичову.

## Діяльність й активи

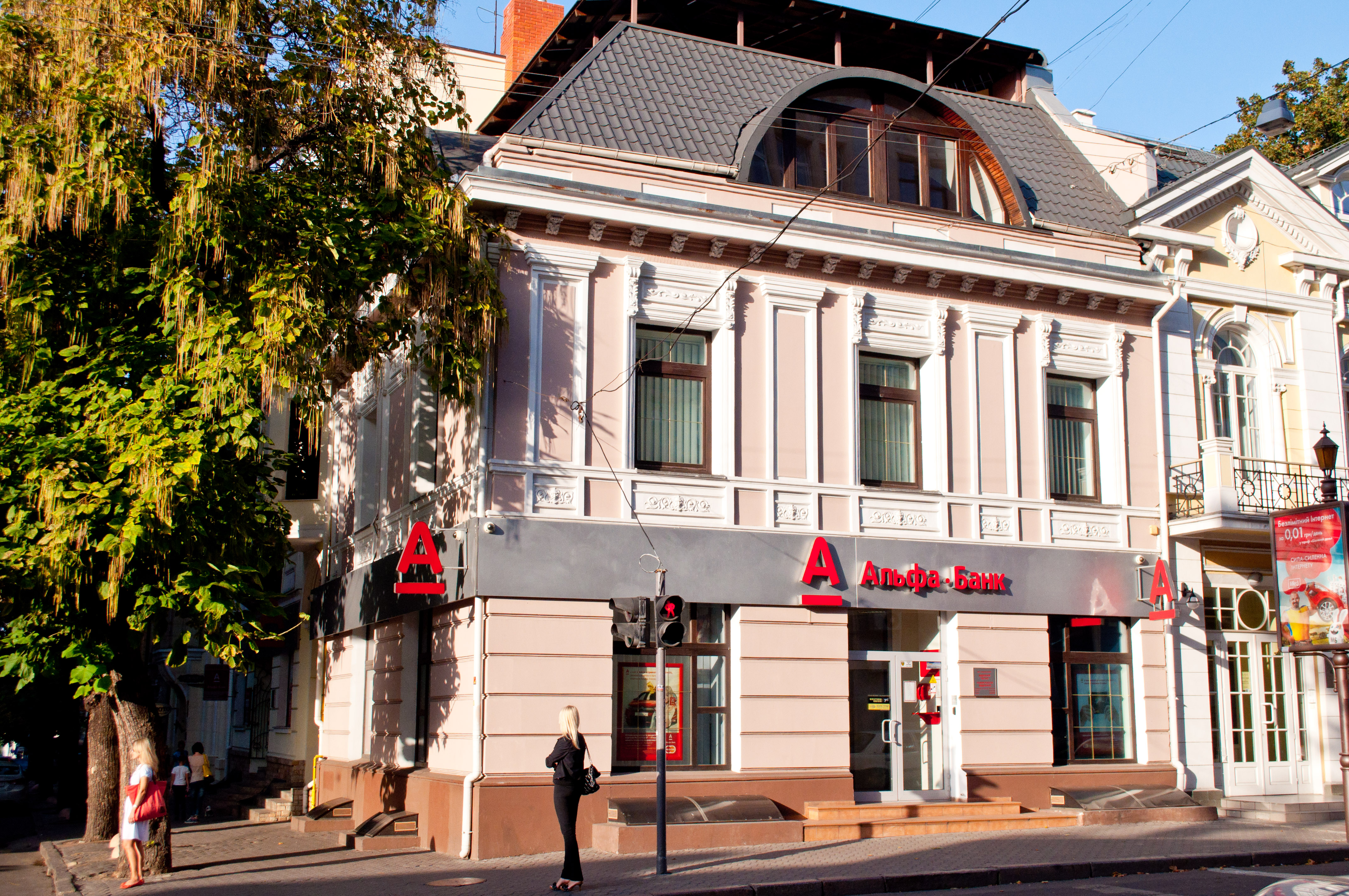
Офіс Альфа-Банку в Одесі

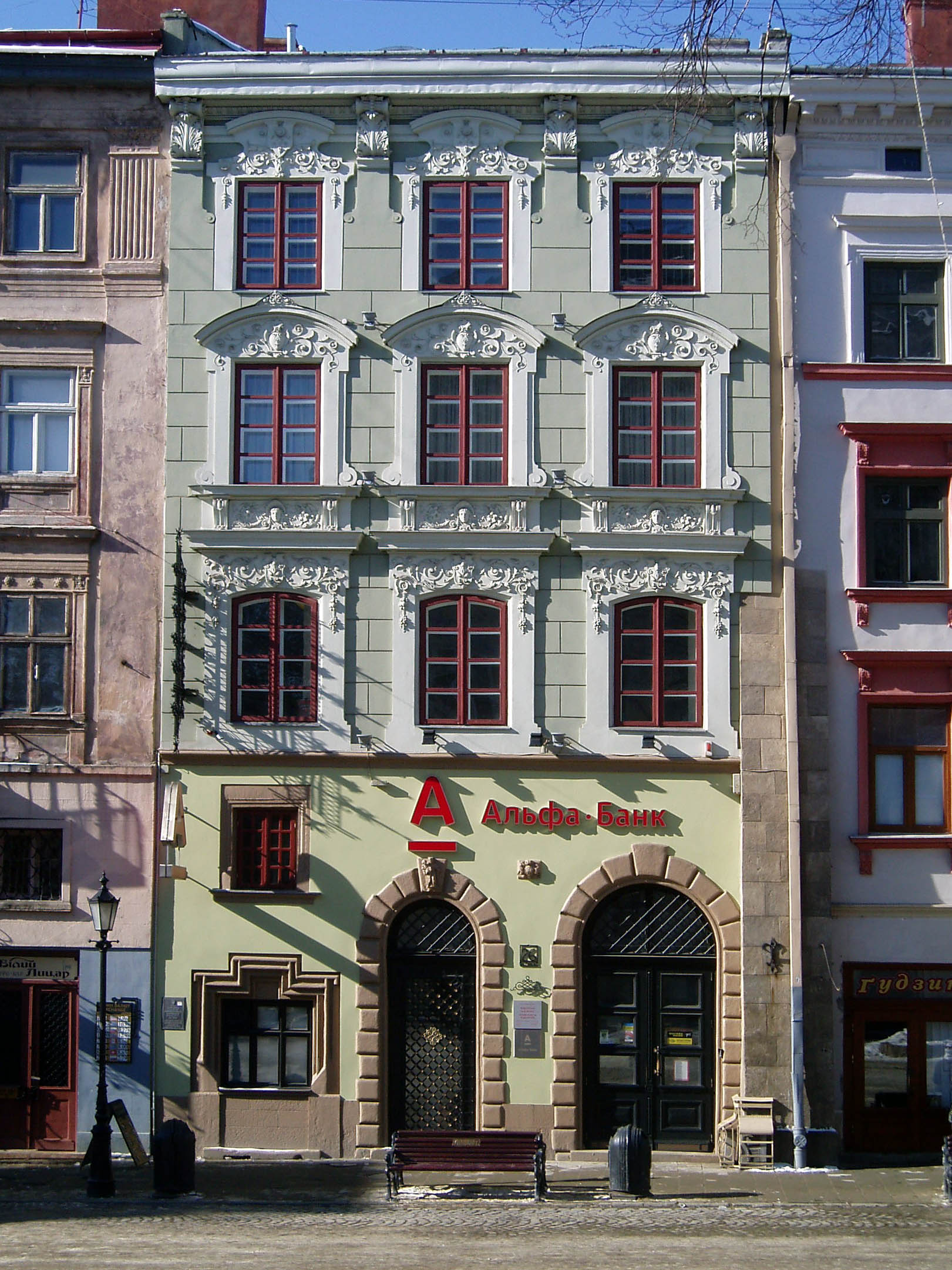
Офіс Альфа-Банку в центрі Львова

Діяльність «Альфа-груп» розповсюджується на такі сфери бізнесу як: видобуток нафти і газу, комерційна та інвестиційна банківська діяльність, управління активами, страхування, роздрібна торгівля, телекомунікації, нові технології, а також інвестиції у промислово-торгові підприємства та інвестиції на вибірковій основі.

### Частки володіння
- ABH Holdings S.A. — приватна інвестиційна холдингова компанія зі штаб-квартирою в Люксембурзі, що інвестує в банківські групи в країнах СНД і Європи, включаючи:[1]
  - ABH Financial Limited, працює в основному через Альфа-Банк (Росія) — 100-відсотковий комерційний та інвестиційний банк і один з найбільших приватних банків Росії.
  - Amsterdam Trade Bank в Нідерландах — дочірня компанія Альфа-Банку (Росія),
  - Альфа-Банк (Білорусь),
  - Альфа-Банк (Казахстан),
  - Alfa Capital Markets, фінансова дочірня компанія на Кіпрі.
- Телекомунікаційна компанія Altimo (володіє частками в компаніях «Вимпел-Комунікації» (надає послуги стільникового зв'язку під брендом «Білайн»), «Мегафон», «Київстар», «Голден Телеком», «Turkcell»).
- Страхові компанії: АльфаСтрахование (Росія), «Альфа Страхування» (Україна).
- Керуюча компанія «Альфа-Капітал».
- Інвестиційна компанія «А1 Груп», яка у свою чергу володіє автодилером «Независимость», мережами кінотеатрів «Кронверк Сінема» та «Формула Кіно» (55,66 %), ІТ-компанією «Систематика», мережею супермаркетів «БелМаркет» (Білорусь), 51 % акцій авіадискаунтера «Авіанова», торговою маркою «Смирнов».
- Венчурний фонд «Російські Технології».
- Група «Росводоканал»

- X5 Retail Group (47,8 %), що володіє торговими мережами «Перекресток», «Пятерочка» і «Карусель»;
- Нафтогазова компанія «ТНК-ВР» (50 % спільно з Аксесс Індастріз / Ренова). ТНК-ВР належить п'ять НПЗ у Росії та Україні і близько 2000 АЗС на території обох держав.
- Автодилерський холдинг «Независимость» (49,95 %).

### Колишня власність
- Альфа-Банк (Україна) - входив до десятки найбільших банків України, націоналізований у липні 2023 року